# So ein Mädel
So ein Mädel è un film muto del 1920 diretto da Urban Gad. L'attrice Hella Moja, protagonista della pellicola, firmò la sceneggiatura del film che produsse con la propria casa di produzione.

## Produzione
Il film fu prodotto dalla Hella Moja-Film GmbH di Berlino.

## Distribuzione
Il film fu distribuito nel gennaio 1920. A Berlino, ottenne il visto di censura No. 690 del 3 novembre 1920 che ne vietava la visione ai minori.